# انجمن نجوم صلیب جنوبی
انجمن نجوم صلیب جنوبی یکی از قدیمی‌ترین انجمن‌های نجوم آماتوری در نیمکرهٔ غربی است. این انجمن در بخش فیزیک دانشگاه بین‌المللی فلوریدا واقع شده‌است.